# Бріґітте Аренгольц
Бріґітте Аренгольц (нім. Brigitte Ahrenholz, 8 серпня 1952 — 2018) — східнонімецька академічна веслувальниця.
Олімпійська чемпіонка 1976 року в складі вісімки.
Чемпіонка світу 1974 року в складі вісімки.
Чемпіонка Європи 1973 року в складі парної четвірки зі стерновою, срібна призерка 1971 року в складі вісімки.